# Église Saint-Jacques de Mandray
Pour les articles homonymes, voir Église Saint-Jacques.
L'église Saint-Jacques est une église catholique située à Mandray, en France.

## Situation
Comprise au sein de la commune de Mandray, l'église Saint-Jacques est située au 560 route de Mardichamp dans le département des Vosges en région Grand Est.

## Histoire
Des combats se sont déroulés dès 1914 sur le territoire de la commune. En représailles, les Allemands ont incendié l'église le 28 août de cette même année et fusillé des civils,.
Construit sur les plans de l'architecte Léon Jacquerez en 1923, l'édifice actuel a été bâti grâce aux indemnités de dommages de la guerre. De l'ancien monument plusieurs fois reconstruit et érigé aux environs du XIIe siècle et XIIIe siècle, ne subsiste que la base de la tour ainsi qu'une pierre de fondation de messe.

Église incendiée.
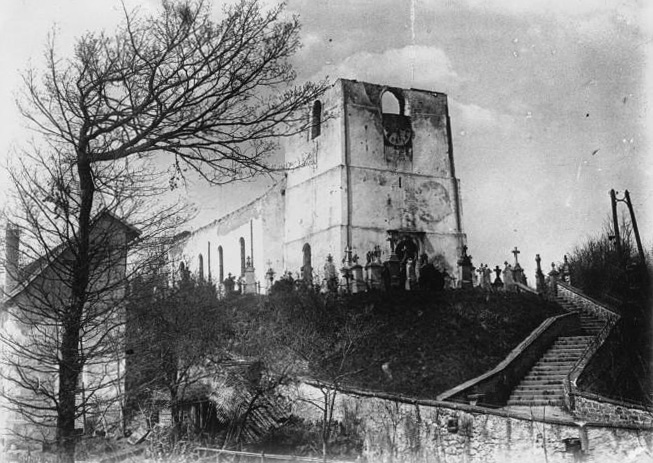
Extérieur.
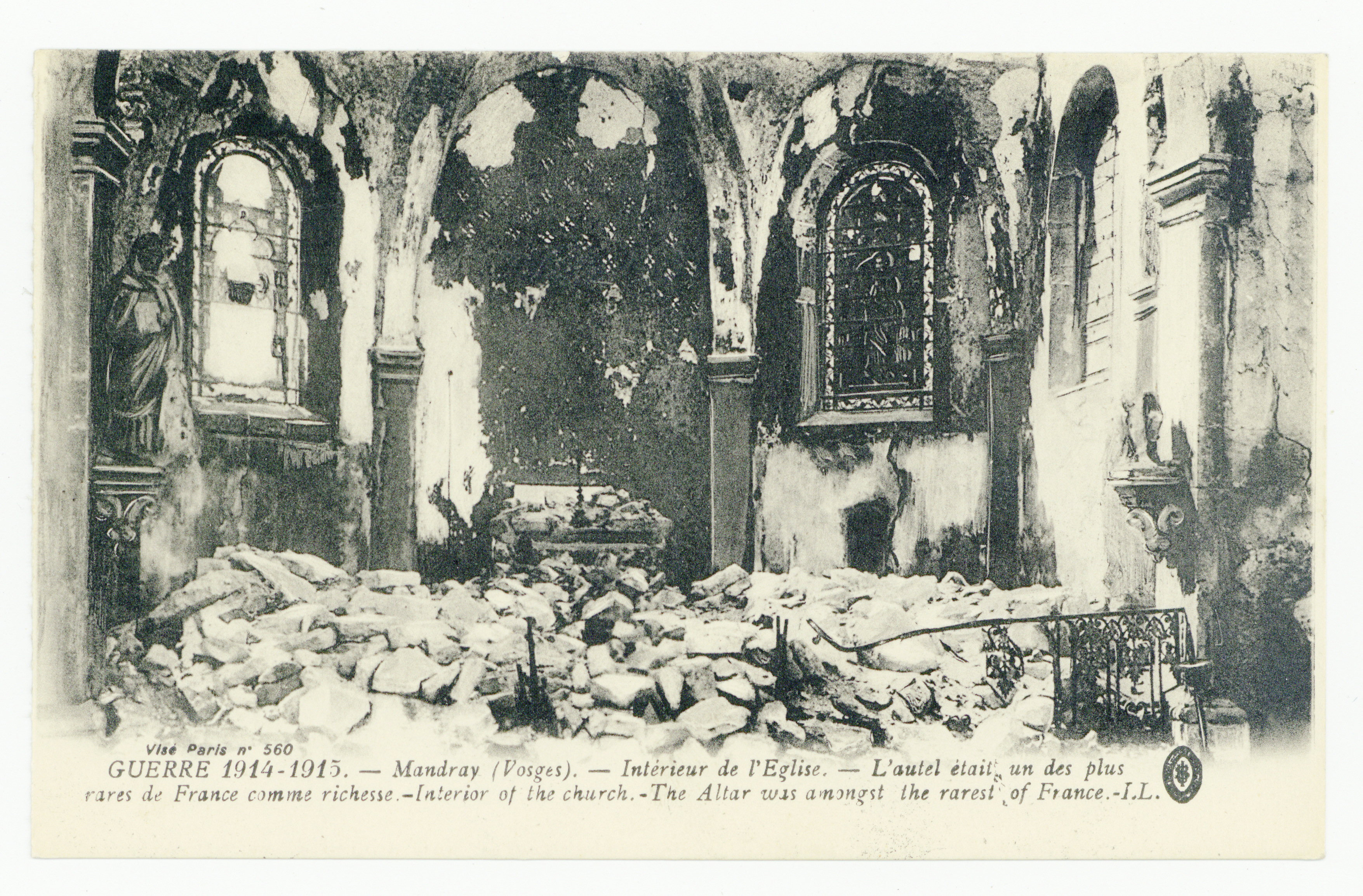
Intérieur et autel détruits.

## Description
La plaque commémorative de fondation de messe de Simon Didier d'Auzervillers datée de 1577 est inscrite monument historique au titre d'objet le 1er avril 2010.